# 変な知識に詳しい彼女 高床式草子さん
『変な知識に詳しい彼女 高床式草子さん』（へんなちしきにくわしいかのじょ たかゆかしきそうこさん）は、おはなちゃんによる日本の漫画。『週刊ヤングマガジン』（講談社）にて、2018年8号から2020年15号まで連載された。

## あらすじ
平凡な生徒である根住は才色兼備な高床式に告白し成功、二人は付き合うことになった。しかし高床式はHな雑学に詳しく、日常会話のなかで急に知識を披露してくる彼女に根住は翻弄されることになる。

## 登場人物

### 主要人物
高床式草子（たかゆかしき そうこ）
本作の主人公である女子高生。16歳、身長：154cm/スリーサイズ：B96（Ｊ）/W54/H86。根住の彼女。腰まで届くロングヘアーと爆乳が特徴な美人。「※」型の髪留めを付けている。手フェチ。
性格はクールで、学力は高く入試でトップの成績だった。部活は科学部。根住からの告白を了承し彼女となる。様々な分野に精通し、彼氏である根住にはエッチな雑学をよく教えているが、他人と接する際は隠している。
根住中也（ねづ ちゅうや）
高床式の彼氏である男子高校生。中性的な容姿であり、女装するシーンも見られる。
美術部に所属しているごく普通の少年だったが、数学の補習の際、教室に忘れ物を取りに戻って来た高床式から勉強を教えてもらうようになり、憧れていた彼女に玉砕覚悟の告白をすると奇跡的にも成功し、周囲に内緒で交際できるようになった。高床式の放つエロ知識に困惑あるいは悶々とする。
幼いころに母を亡くし、父は現在海外に赴任中なため、一人暮らし。母の死のトラウマから、大事な人と離れ離れになることを人一倍恐れている。

### その他
貝塚あさり
高床式の友人。高床式と同じくらいの爆乳。男子は高床式をいやらしい目で見ていると警戒しており、高床式と付き合っているのがバレる前の根住に竹刀を突き付け脅したが、変な知識に関しては全く無く根住が驚いた程だった。高床式とはお互いに「純粋でほっとけない」と思っている。
久真音
根住の親戚の女性。高床式と同じ位の爆乳。「うみねずみ」という海の家で働いている。暮石とは幼馴染。
暮石吉斗
Beach House「SEA CAT」オーナー。
初香
根住の親戚の幼女。赤ちゃんはどうやって出来るかという質問を高床式に尋ねる。

## 書誌情報
- おはなちゃん『変な知識に詳しい彼女 高床式草子さん』 講談社〈ヤンマガKCスペシャル〉、全5巻
  1. 2018年9月6日発売[2]、ISBN 978-4-06-512824-4
  2. 2019年2月6日発売[3]、ISBN 978-4-06-514510-4
  3. 2019年6月6日発売[4]、ISBN 978-4-06-515743-5
  4. 2019年11月6日発売[5]、ISBN 978-4-06-517732-7
  5. 2020年5月7日発売[6]、ISBN 978-4-06-519552-9